# Maurice Loewy

Maurice Loewy um 1900

Maurice Loewy (* 15. April 1833 in Wien; † 15. Oktober 1907 in Paris) war ein österreichisch-französischer Astronom und Sternwartedirektor. Neben Himmelsmechanik und Astrometrie befasste er sich u. a. mit der Selenografie und publizierte den fotografischen Pariser Mondatlas.  

## Leben
Er wurde als Moritz Loewy geboren. Seine jüdischen Eltern zogen 1841 nach Wien, um dem Antisemitismus in ihrer Heimatstadt zu entkommen. Loewy wurde Assistent an der Universitätssternwarte Wien und widmete sich hier der Himmelsmechanik. Als Voraussetzung für eine Professur verlangte allerdings der österreichische Kultusminister von Thun die Taufe. Der damalige Direktor des Observatoriums, Karl Ludwig von Littrow, vermittelte Loewy 1860 einen Posten im Pariser Observatorium. In Frankreich nahm Loewy dann die französische Staatsbürgerschaft an.
Er beschäftigte sich mit den Umlaufbahnen von Asteroiden und Planeten und der Messung geografischer Längen und verbesserte so die Genauigkeit des Connaissance des temps, des amtlichen astronomischen Jahrbuchs in Frankreich. Weiterhin arbeitete über Themen der Optik, der Aberration des Lichtes und konstruierte ein langbrennweitiges Coudé-Äquatorial-Spiegelteleskop, mit dem sein Assistent Pierre Puiseux über 6000 Mondaufnahmen fertigte.
1872 wurde Loewy in das Bureau des Longitudes berufen, dem französischen Institut für astronomische Zeit- und Längenbestimmung. 1873 wurde er Mitglied in der Pariser Académie des sciences, 1901 in die National Academy of Sciences.
Im Dezember 1895 wurde er als korrespondierendes Mitglied in die Preußische Akademie der Wissenschaften aufgenommen.
1896 wurde Loewy Direktor des Pariser Observatoriums, er reorganisierte die Institution und richtete die Abteilung für Physikalische Astronomie ein. Mehr als zehn Jahre arbeitete er zusammen mit Pierre Puiseux (1855–1928) an einem Atlas des Mondes -- zusammengesetzt aus 10.000 Fotografien, die großteils am Loewy-Äquatorial aufgenommen wurden. Ihr Atlas photographique de la Lune (1910) diente für mehr als ein halbes Jahrhundert als Basis für die Mondkartierung. Darüber hinaus engagierte sich Loewy im internationalen Projekt Carte du Ciel, einer allerdings nie ganz fertiggestellten fotografischen Himmelskarte und -Durchmusterung.
Maurice Loewy starb 1907 in Paris an Kreislaufstillstand.

## Ehrungen
- Goldmedaille der Royal Astronomical Society, 1889
- Der Mondkrater Loewy wurde 1935 nach Loewy benannt[4]. Es wird vermutet, dass der Asteroid (253) Mathilde nach seiner Frau benannt wurde.

## Schriften (Auswahl)
- Bahn des Cometen V 1858, K.K. Hof- und Staatsdruckerei, Wien 1858
- Bahnbestimmung der ersten Kometen 1857, K.K. Hof- und Staatsdruckerei, Wien 1859
- Loewy & Puiseux: Pariser Mondatlas in 48 fotografischen Aufnahmen, Paris 1896
- Loewy & Puiseux: Atlas photographique de la Lune (12-teilig, 1910), in Google Books.